# Кукучени (Бихор)
Кукучени (рум. Cucuceni) насеље је у Румунији у округу Бихор у општини Риени. Oпштина се налази на надморској висини од 226 m.

## Становништво
Према подацима из 2002. године у насељу је живело 84 становника, од којих су сви румунске националности.